# Luxo Jr.
Luxo, Jr. is de eerste computeranimatiefilm gemaakt door Pixar Animation Studios, sinds de oprichting als onafhankelijke filmstudio. Het filmpje van 2 minuten en 18 seconden werd in 1986 gemaakt, en diende als demonstratie van waar Pixar toe in staat was.
Centraal in het filmpje staan twee levende bureaulampen. Een van deze lampen wordt nog altijd gebruikt in het logo van Pixar.

## Verhaal
De enige twee personages in het filmpje zijn een grote en kleine bureaulamp, gebaseerd op de Luxo-lamp op John Lasseter’s bureau. Luxo Jr. (de kleine lamp) speelt met een rubber bal, waar Luxo (de grote lamp) niet van gediend is. Uiteindelijk vernielt Luxo Jr. de bal per ongeluk, maar hij vindt al snel een veel grotere bal om diens plaats in te nemen.

## Achtergrond
Luxo Jr. werd voor het eerst vertoond op SIGGRAPH, een jaarlijkse computerbeurs. Om het filmpje op tijd af te krijgen, werkten Catmull en Lasseter dag en nacht door. Lasseter nam op den duur zelfs een slaapzak mee naar het werk om onder zijn bureau te slapen, zodat hij de dag erop weer vroeg verder kon werken.
De eerste vertoning was een groot succes. Nog voor het filmpje afgelopen was, kregen de makers al applaus van het publiek. Het was Pixars eerste film sinds Ed Catmull en John Lasseter ILM's computerdivisie hadden verlaten.
Op technisch niveau toonde de film het gebruik van shadow mapping om de schaduw van de bewegende lampen te genereren.
Luxo Jr. is nu officieel de mascotte van Pixar, en is nog altijd te zien in het logo van het bedrijf dat voor aanvang van een film wordt vertoond. Hierin hopt de lamp rechts het beeld in, stopt naast de I, en springt erop zodat de I wordt ingedrukt en de lamp zelf de plaats van de I inneemt in het logo. In het boek To Infinity and Beyond!: The Story of Pixar Animation Studios vergeleek filmcriticus Leonard Maltin Luxor Jr.’s significantie voor Pixar met Mickey Mouse’s significantie voor Disney. Referenties naar het filmpje zijn in veel latere werken van Pixar te vinden. Zo is de bal waarmee Luxo Jr. speelt in het filmpje in vrijwel elke Pixar-film terug te vinden.

## Prijzen en nominaties
In 1986 werd Luxo Jr. genomineerd voor een Academy Award in de categorie “beste korte animatiefilm”. Daarmee was het de eerste computeranimatiefilm die voor een Academy Award werd genomineerd. Datzelfde jaar werd de film tweede bij de OIAF Awards voor film korter dan 5 minuten.
In 1987 won het filmpje zowel de Silver Berlin Bear voor beste kore film op het Filmfestival van Berlijn als de WAC Winner voor Computeranimatie.